# Philippe Beglia
 (mai 2021).
Si vous disposez d'ouvrages ou d'articles de référence ou si vous connaissez des sites web de qualité traitant du thème abordé ici, merci de compléter l'article en donnant les références utiles à sa vérifiabilité et en les liant à la section « Notes et références ».
Philippe Beglia, né en 1951, est un acteur français.

## Biographie
Philippe Beglia a suivi les cours de René Girard, René Simon et Robert Hossein. Ce dernier l'engage au théâtre dans Roméo et Juliette dans sa mise en scène de 1973 et lui offre le rôle d'Escalus. En 1975, c'est Jacques Charon qui l'engage pour une tournée Herbert-Karsenty du Malade imaginaire. S'ensuit une fidèle collaboration avec Jean-Louis Martin-Barbaz, et des pièces mises en scène par Daniel Benoin et Pierre Mondy.
Il participe également à la reprise de La Cage aux folles avec Christian Clavier et Didier Bourdon. Puis, aux côtés de Gérard Jugnot, il joue dans la pièce Cher trésor, grand succès écrit par Francis Veber. 
Au cinéma, il est remarqué chez Jean-Marie Poiré, Philippe Lioret, Rachid Bouchareb ou Valérie Lemercier et, de nouveau, chez Francis Veber et Gérard Jugnot. En 2014, il obtient le rôle de Frémont, le majordome des Roche Saint-Pierre, dans la série télévisée La Petite Histoire de France.
Fait une apparition dans le clip tomber la chemise du groupe Zebda.

## Théâtre
- 1973 : Roméo et Juliette de Shakespeare, mise en scène Robert Hossein
- 1975 : Le Malade imaginaire de Molière, mise en scène Jacques Charon
- 1975 : Les Deux Orphelines d'Adolphe d'Ennery et Eugène Cormon, mise en scène Jean-Louis Martin-Barbaz
- 1976 : Equus de Peter Shaffer, mise en scène John Dexter
- 1977 : La Mégère apprivoisée de Shakespeare, mise en scène André Thorent
- 1978 : Le Médecin malgré lui de Molière, mise en scène Jean-Louis Martin-Barbaz
- 1979 : Les Femmes savantes de Molière, mise en scène Jean-Louis Martin-Barbaz
- 1981 : Le Bourgeois gentilhomme de Molière, mise en scène Jean-Louis Martin-Barbaz
- 1982 : La Dame aux camélias de Alexandre Dumas, mise en scène Jean-Louis Martin-Barbaz
- 1983 : La Cagnotte d'Eugène Labiche, mise en scène Daniel Benoin
- 1983 : Callas de et mise en scène Daniel Benoin
- 1983 : Autant en emporte le vent d'après Margaret Mitchell, mise en scène Daniel Benoin
- 1984 : En cas de pluie de Philippe Beglia, mise en scène Laurent Pelly
- 1984 : Barbe Bleue de Jacques Offenbach, mise en scène Daniel Schmid, Grand Théâtre de Genève
- 1985 : Quatrevingt-treize d'après Victor Hugo, mise en scène Jean-Louis Martin-Barbaz
- 1985 : Le Voyage dans la lune de Jacques Offenbach, mise en scène Jérôme Savary, Grand Théâtre de Genève
- 1986 : Chat en poche de Georges Feydeau, mise en scène Laurent Pelly
- 1987 : Double mixte de Ray Cooney, mise en scène Pierre Mondy, Théâtre de la Michodière
- 1988 : Marco Millions d'Eugène O'Neill, mise en scène Jean-Luc Tardieu, Espace 44
- 1989 : Opérette de Witold Gombrowicz, mise en scène Jorge Lavelli, Théâtre national de la Colline
- 1990 : 3 partout de Ray Cooney et Tony Hilton, mise en scène Pierre Mondy, Théâtre des Variétés
- 1992 : Le Grudador de Philippe Beglia, mise en scène François Béchaud, Comédie de Saint-Étienne
- 1992 : Kiss Me, Kate de Cole Porter d'après Shakespeare, mise en scène Alain Marcel, Grand Théâtre de Genève
- 1997 : Don Juan ou la mort qui fait le trottoir d'Henry de Montherlant, mise en scène Jean-Luc Tardieu, théâtre de la Madeleine
- 1997 : La Surprise de l'amour de Marivaux, mise en scène Robert Fortune, théâtre Silvia Monfort
- 1999 : La Poudre aux yeux de Eugène Labiche, mise en scène Robert Fortune, Festival d'Anjou
- 1999 : Une douche écossaise de Philippe Collas et Eric Villedary, mise en scène Muriel Mayette, tournée
- 2001 : Madame Sans Gêne de Victorien Sardou, mise en scène Alain Sachs, Théâtre Antoine
- 2004 : Mon cabaret de Clémentine Célarié, Théâtre le Temple
- 2007 : La Valse des pingouins de Patrick Haudecoeur, mise en scène Jacques Décombe, théâtre des Nouveautés
- 2009 : La Cage aux folles de Jean Poiret, mise en scène Didier Caron, Théâtre de la Porte Saint-Martin
- 2012 : Cher trésor de et mise en scène Francis Veber, théâtre des Nouveautés
- 2015 : Pour 100 briques t’as plus rien maintenant ! de Didier Kaminka, mise en scène Arthur Jugnot, théâtre Fontaine
- 2018 : La Raison d'Aymé de Isabelle Mergault, mise en scène Gérard Jugnot, théâtre des Nouveautés
- 2021 : Les Beaux-pères d'Arnaud Cermolacce, mise en scène Anthony Marty, tournée
- 2024 : La valse des pingouins de Patrick Haudecoeur, mise en scène Patrick Haudecoeur, d'après Jacques Décombe, tournée puis théâtre des nouveautés en 2025

## Filmographie

### Cinéma
- 1987 : La Petite Allumeuse de Danièle Dubroux : M. Collin
- 1987 : Funny Boy de Christian Le Hémonet : Léonard
- 1989 : Le Crime d'Antoine de Marc Rivière : Le maire
- 1991 : Les Clés du paradis de Philippe de Broca
- 1992 : Voyage à Rome de Michel Lengliney : Le Réceptionniste
- 1993 : Les Ténors de Francis de Gueltzl : Maître d'hôtel
- 1994 : Cache cash de Claude Pinoteau
- 1995 : Élisa de Jean Becker
- 1995 : Alfred de Vilgot Sjöman : Auguste
- 1995 : Les Trois Frères de Didier Bourdon et Bernard Campan : Le serveur du restaurant gastronomique
- 1996 : Les Deux Papas et la Maman de Jean-Marc Longval et Smaïn
- 1996 : Fallait pas !... de Gérard Jugnot : Le Réceptionniste
- 1997 : Tenue correcte exigée de Philippe Lioret : Don Sperry
- 1997 : Les Sœurs Soleil de Jeannot Szwarc : Rafiot
- 1997 : Comme des rois de François Velle : Le conférencier
- 1997 : Love in Paris d'Anne Goursaud : Portier hôtel Raphaël
- 1998 : Les Couloirs du temps : Les Visiteurs 2 de Jean-Marie Poiré : Duc de Luigny
- 1999 : Le Schpountz de Gérard Oury : Couturier
- 2000 : Meilleur Espoir féminin de Gérard Jugnot : Andrea
- 2000 : Les Larmes d'un homme de Sally Potter
- 2001 : Mademoiselle de Philippe Lioret : Philippe Carioux
- 2002 : Le Sortilège de Shanghai de Fernando Trueba : Lambert
- 2002 : Le Nouveau Jean-Claude de Didier Tronchet : L'adepte du fist-fucking
- 2005 : Palais royal ! de Valérie Lemercier : Le vendeur de slips
- 2006 : Du jour au lendemain de Philippe Le Guay : Client distributeur
- 2006 : La Doublure de Francis Veber : Maître d'Hôtel
- 2006 : Indigènes de Rachid Bouchareb : Rambert
- 2006 : Mon colonel de Laurent Herbiet : Le secrétaire d'état
- 2008 : L'Emmerdeur de Francis Veber : Le réceptionniste de l'hôtel
- 2009 : Partir de Catherine Corsini : L'antiquaire
- 2010 : Pièce montée de Denys Granier-Deferre : Majordome
- 2011 : Poulet aux prunes de Marjane Satrapi et Vincent Paronnaud : Homme cimetière
- 2019 : Qu'est-ce qu'on a encore fait au Bon Dieu ? de Philippe de Chauveron : Bouvier, Le directeur de la banque
- 2020 : Chacun chez soi de Michèle Laroque : Client agence de voyage
- 2021 : Super-héros malgré lui de Philippe Lacheau : Raymond Walter
- 2023 : À la belle étoile de Sébastien Tulard : L'invité d'honneur

### Télévision
- 1990 : Le Mari de l'ambassadeur de François Velle
- 1994 : Maigret (épisode Maigret et la vieille dame) : Charlie
- 1995 : Le Cheval de cœur de Charlotte Brändström
- 1996 : Une femme explosive de Jacques Deray : Barman
- 1996 : Une famille formidable (épisode Nicolas s'en va-t-en guerre)
- 2001 : Patron sur mesure de Stéphane Clavier : Professeur Milovsky
- 2002 : Avocats et Associés (épisode Silence on tourne) : Arthur
- 2003 : L'Aubaine d'Aline Issermann : Richard
- 2004 : Sex and the City (épisode Une Américaine à Paris - 1re partie) : Employé de bureau
- 2004 : Maigret (épisode Maigret et la demoiselle de compagnie) : Victor
- 2005 : Colomba de Laurent Jaoui : Le préfet
- 2005 : Carla Rubens (épisode Parfum de crime) : William Dills
- 2005 : Femmes de loi (épisode Un criminel sans nom) : Édouard Melin
- 2007 : Sœur Thérèse.com (épisode Tombé du ciel) : Père Vernier
- 2007 : Les Prédateurs de Lucas Belvaux : Le procureur adjoint Marin
- 2009 : Brigade Navarro (épisode En rafale) : Le maire Weiss
- 2009 : Adieu de Gaulle, adieu de Laurent Herbiet : Ministre
- 2009 : Les Bougon (épisode Justice pour tous) : Le Président
- 2010 : Ni reprise, ni échangée de Josée Dayan : Le majordome
- 2012 : Le Sang de la vigne (épisodes Noces d'or à Sauternes, Boire et déboires en Val de Loire et Un coup de rosé bien frappé) : Claude Nithard
- 2015 - 2021 : La Petite Histoire de France (série) : Frémont
- 2019 : Une belle histoire de Nadège Loiseau : Lejeune